# Isola di San Paolo (Canada)
San Paolo (inglese: St. Paul Island; francese: Île Saint-Paul) è un'isola disabitata nell'Oceano Atlantico situata a circa 24 km a nord-est dall'isola del Capo Bretone e a 71 km a sud-ovest dall'isola di Terranova. San Paolo si trova lungo il confine tra il golfo di San Lorenzo e lo stretto di Caboto. Dal punto di vista amministrativo fa parte della provincia canadese della Nuova Scozia.
Nel corso della storia si è guadagnata il soprannome di "cimitero del Golfo", poiché essendo spesso avvolta nella nebbia rappresentava in passato un pericolo significativo per la navigazione.

## Geografia
L'isola di San Paolo è lunga circa 4,8 km e, nel punto di maggiore larghezza, misura 1,6 km. Le sue coste sono estremamente frastagliate e circondate da scogliere rocciose. 
L'isola è divisa da uno stretto canale che si riempie di acqua di mare e il suo punto più alto è il Monte Croggan (147 metri).

## Fauna
Gli unici mammiferi terrestri che popolano l'isola sono i conigli domestici, che furono liberati qui dopo la creazione di una stazione di salvataggio alla fine del 1800. San Paolo è abitata anche da numerosi uccelli marini e, nei due laghetti dell'entroterra, si trovano moltissime trote. 
L'ecosistema è considerato fragile, per questo le visite all'isola devono essere preventivamente autorizzate dalla Guardia Costiera canadese.

## Clima
L'isola di San Paolo sperimenta sia un clima subartico influenzato dal mare, sia un clima continentale umido. In rare occasioni, la temperatura può aumentare rapidamente e brevemente quando i venti da sud-ovest raggiungono l'isola.

## Il Faro
Un faro fu costruito per la prima volta sull'isola nel 1839, ma finì distrutto da un incendio nel 1916. Fu quindi sostituito da un faro cilindrico in ghisa nel 1917, a sua volta sostituito da un sistema automatizzato nel 1962.